# Dag Notini
Dag Esbjörn Notini, född 13 maj 1937 i Engelbrekts församling i Stockholm, är en svensk läkare, psykoanalytiker och författare.
Dag Notini är son till zoologen Gösta Notini och konstnären Inger, ogift Ekström, samt bror till Anja Notini och morbror till Sebastian Notini. Efter studentexamen läste Dag Notini medicin, fick sin läkarlegitimation 1978 och var bland annat verksam i Norrtälje.
Han har tillsammans med andra gett ut böckerna Flykten till missbruk (1976), Människor i kris (1977) och Kriser i livet (1979) samt på egen hand Kärlek och ensamhet (1986).
Åren 1966–1977 var han gift med psykoanalytikern Marianne Notini-Camitz (född 1937) och sedan 1977 med familjerådgivaren Louise Ejdenstam (född 1945).